# Bükkaranyos, Borsod-Abaúj-Zemplén
Bükkaranyos este un sat în districtul Miskolc, județul Borsod-Abaúj-Zemplén, Ungaria, având o populație de 1.473 de locuitori (2011). 

## Demografie
Componența etnică a satului Bükkaranyos
     Maghiari (94,05%)
     Romi (3,73%)
     Necunoscut (1,36%)
     Alții (0,86%)
Componența confesională a satului Bükkaranyos
     Romano-catolici (31,09%)
     Reformați (29,87%)
     Fără religie (12,83%)
     Greco-catolici (1,56%)
     Necunoscută (23,35%)
     Alte religii (1,9%)
Conform recensământului din 2011, satul Bükkaranyos avea 1.473 de locuitori. Din punct de vedere etnic, majoritatea locuitorilor (94,05%) erau maghiari, cu o minoritate de romi (3,73%). Apartenența etnică nu este cunoscută în cazul a 1,36% din locuitori. Nu există o religie majoritară, locuitorii fiind romano-catolici (31,09%), reformați (29,87%), persoane fără religie (12,83%) și greco-catolici (1,56%). Pentru 23,35% din locuitori nu este cunoscută apartenența confesională.